# Tikkoun Olam
Pour les articles homonymes, voir Tikkoun.
Le tikkoun olam, ou tikkun olam en anglais, en hébreu : תיקון עולם, « réparation du monde », est un concept issu de la philosophie et de la littérature juive, recouvrant en grande partie la conception juive de la justice sociale ou de réparation dans les courants massortis et libéraux, réformateurs, reconstructionnistes ou sécularisés, et celui de restauration, d'homéostasie ou d'intégrité dans les courants juifs orthodoxes.

## Généralités
Selon certaines explications, plus grand est le nombre de mitzvot (prescriptions religieuses) réalisées, plus le monde se rapproche de la perfection. De cette idée, acceptée par tous, y compris par les juifs karaïtes, le mysticisme juif a développé l'idée que le tikkoun olam déclencherait ou accomplirait les prophéties concernant la venue du Messie ou celles du monde à venir. La croyance dans le tikkoun olam est l'un des concepts centraux du Zohar (le Livre de la Splendeur), et plus encore de l'école lourianique de la Kabbale.
Le tikkoun olam occupe une place éminente dans la liturgie juive comme dans l'Alenou (lètakken olam bèmalkhout Shaddaï, « réparer le monde dans le Royaume du Tout-puissant. »), ou dans la Mishna, où la locution mip'nei tikkoun olam (« du fait du tikkoun olam ») sert à indiquer qu'une pratique n'est pas tant suivie parce qu'elle a force de loi, mais parce qu'elle permet d'éviter des conséquences sociales négatives.
Le Tikkoun individuel peut ou non inclure également la théologie de la réincarnation de Gilgul ; cela signifie, lorsqu'on le contemple en relation avec le Tikkoun aussi, ce qui doit finalement correspondre à un ou plusieurs déterminants de ce qui est arrivé à un manque antérieur. La différence entre Tikkoun Olam et le Tikkoun individuel est la propriété de la qualité apportée et l'engagement dévotionnel en soi pour l'objet rectifié qui est élevé ou correct, donc à la fois dans le monde et parmi les gens. L'Arizal déclare que les Mitzvot qui étaient absentes auparavant ne peuvent être accomplies que plus tard et, par exemple, cela est lié aux deux Tikkounim, qui sont différents en termes d'œuvres et de domaines.

## Dans la Kabbale
Le tikkoun définit la troisième phase de la création du monde, la phase où se comprend le monde actuel, selon Isaac Louria. Il postule que le monde n’a pas toujours existé.

### Les conditions de la création du monde
Le En Sof, la transcendance divine, contient toute chose, passée, présente ou future, dans son infinitude. Le En Sof ne laisse aucune place à la création. Pour créer l’espace, comme pour créer le temps, il a fallu que Dieu opère le tsimtsoum, c’est-à-dire « le retrait de Dieu en lui-même », pour permettre à quelque chose d’autre que le En Sof d’exister. Nahmanide, un kabbaliste du XIIIe siècle, imaginait déjà un mouvement de contraction originelle, mais jusqu’à Louria, on n’avait jamais fait de cette idée un concept cosmologique fondamental, remarque Gershom Scholem. « La principale originalité de la théorie lourianique tient au fait que le premier acte de la divinité transcendante n’est pas « un acte de révélation et d’émanation, mais, au contraire, un acte de dissimulation et de restriction».

### La première phase de la création: le monde de l'émanation
Le En Sof, selon Louria, comprend deux aspects fondamentaux : celui de la Miséricorde (l’aspect masculin) et celui du Jugement (l’aspect féminin). Toutefois l’aspect de la Miséricorde constitue comme un océan infiniment généreux, alors que l’aspect du Jugement est dissout  « comme des grains de poussière infinitésimaux perdus dans un abîme de compassion sans bornes ».
En se retirant, la « masse des eaux » du En Sof permet aux particules du Jugement de se cristalliser comme du sel sur une plage où la Miséricorde ne subsiste plus qu’à l’état d’un reflet lumineux (reshimu) dans l’espace ainsi créé (tehiru) ; mais un reflet si puissant qu’il en émane le Yod, la première lettre du Tétragramme, c’est-à-dire l’instrument d’organisation de l’espace par l’écriture et la lecture.

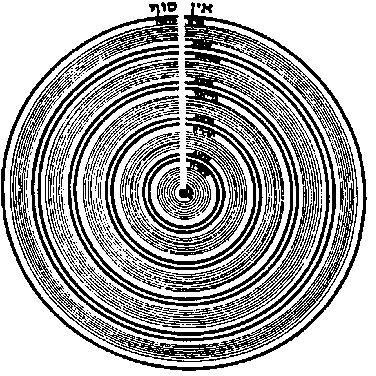
Une représentation de l'émanation des cercles et du rayon du En Sof d'après la théorie lourianique.

L’émanation de la lumière divine agit, d’une part, comme outil de mise en forme qui descend du En Sof pour apporter ordre et structure dans le chaos de l’univers primitif, selon un mouvement descendant. L’émanation divine agit, d’autre part, comme récepteur de la lumière du En Sof, réfléchissant sa lumière, dans un mouvement ascendant.

### La seconde phase de la création: le monde de la création
La lumière divine se déploie en cercle concentriques qui épousent la forme sphérique de l’espace primordial (tehiru). Ce processus génère la création des « vases » (kelim) dans lesquels la lumière divine est recueillie et réfléchie. Toutefois, la lumière divine prend également la forme d’un rayon linéaire qui tend à former le « vase » appelé Adam Kadmon (l’homme primordial).

### La troisième phase de la création: le monde de la formation
La plus harmonieuse des deux formes est le cercle, parce qu’il participe à la perfection du En Sof en s’adaptant naturellement à la sphéricité de l’espace créé, alors que le rayon linéaire va à la recherche de sa structure finale sous la forme d’un homme. Le cercle est la forme spontanée. La ligne est la forme voulue, orientée vers l’image de l’homme.
De plus, l’Adam Kadmon intègre en lui les cercles lumineux, grâce au Yod qui lui permet de distinguer dix sphères, dix réceptacles, dix vases de lumière divine, s’imbriquant concentriquement les uns dans les autres. La plus extérieure, la sphère de Keter (la Couronne), constitue la première sefirah, qui reste en contact avec le En Sof environnant. Comme dans un jeu de poupées russes, les neuf autres sefirot se rétrécissent de plus en plus en soi, jusqu’à la dixième, Malkhout (le Royaume), la sphère la plus éloignée de Dieu, la plus ordinaire et la plus basique.

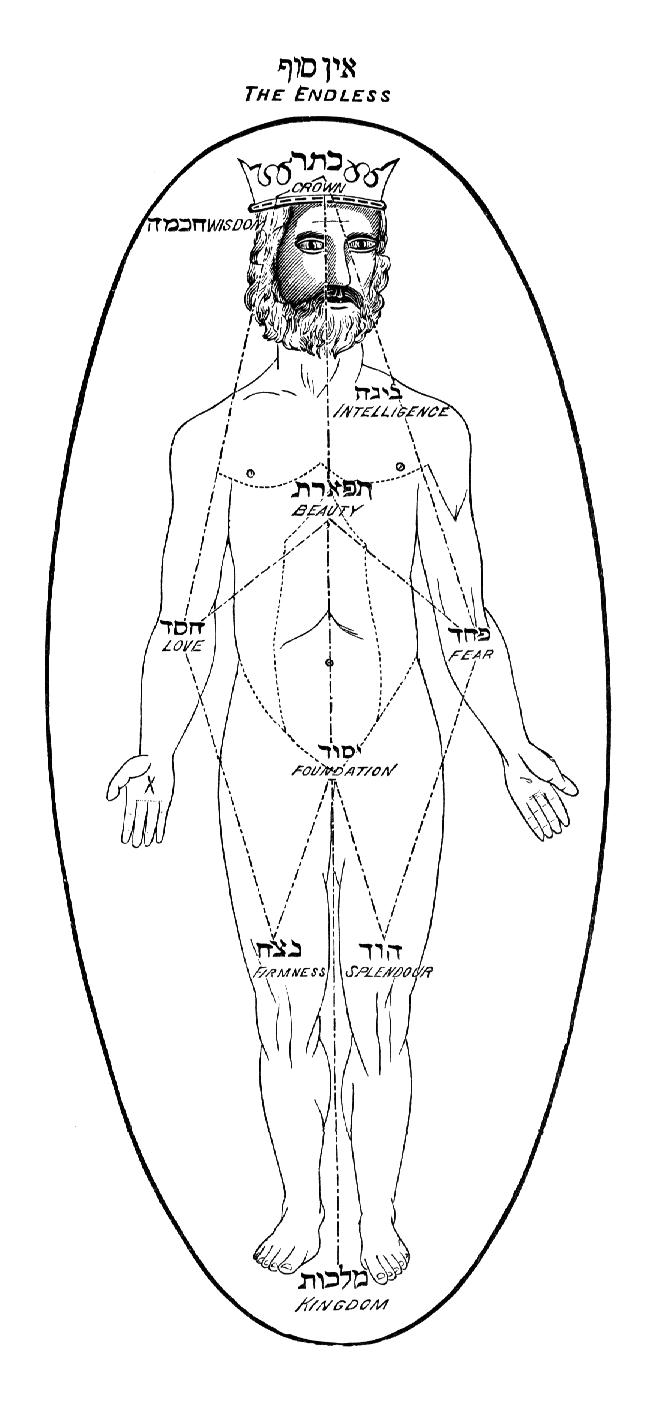
L’Adam Kadmon et les dix sefirot.

En soi, les dix sefirot se redisposent elles-mêmes en ligne, en s’adaptant à la forme d’un homme et de ses membres. La dixième sefirah, la plus basse, s’associe aux pieds de l’homme. La première, la plus élevée, s’associe à son front. Les autres se répartissent dans son anatomie. (Tout cela se comprenant métaphoriquement, car il est entendu que les sefirot constituent des entités purement spirituelles).
Cependant, les dix sefirot prennent également la forme de lettres, d’autres celles de signes grammaticaux, de sorte qu’elles rassemblent toutes les composantes de l’Écriture sainte. Ainsi, deux systèmes symboliques se superposent dans les sefirot : celui de la lumière et celui du langage.

### L'étape charnière:chevirat hakelim(la brisure des vases)
Réorganisées dans le corps symbolique de l’Adam Kadmon, les dix sefirot établissent entre elles des circuits qui accroissent considérablement l’intensité lumineuse des vases qui les contiennent.
Les trois premières sefirot, les trois premiers vases – la Couronne (Keter), la Sagesse (Hokhmah), l’Intelligence (Binah) – disposent d’un réceptacle assez solide pour supporter la croissance de l’intensité lumineuse, mais les vases des sept autres sefirot sont trop fragiles pour contenir l’afflux de la lumière. Ils se brisent. C’est la chevirat hakelim, la « brisure des vases ».
Les six vases – qui contiennent successivement la Générosité (Hesed), la Justice (Gevourah), la Beauté (Tifarehr), l’Éternité (Netsah), la Gloire (Hod), le Fondement (Yesod) –, ces six sefirot, éclatent. La dixième sefirah, le dernier vase, le Royaume (Malkhout), se fêle également, mais ne subit pas autant de dommages que les six vases précédents.
Ainsi la lumière contenue dans ces sept vases se disperse dans l’espace. Une partie de leur lumière retourne à sa source, absorbée par le En Sof. Le reste de leur lumière s’attache aux morceaux des vases brisés, précipités dans l’espace, et comme recouverts d’une écorce, d’une coquille, d'une kelippah, qui empêchent leurs étincelles d’apparaître. Ces tessons forment la matière grossière et stérile.
Les étincelles de lumière divine restent captives des kelippot, réduites à l’état de déchets, en quelque sorte. La « brisure des vases » opère une rupture catastrophique entre les trois sefirot les plus élevées (la Couronne, la Sagesse et l’Intelligence) et la sefirah la plus basse (le Royaume). Les communications sont rompues entre le haut et le bas, puisque les six sefirot intermédiaires ne sont plus que des débris.
Cette rupture de communication est à l’origine du mal, selon Isaac Louria, dans la mesure où elles retiennent une lumière indispensable à l’accomplissement de la création jusqu’à sa perfection. Les kelippot, les « coquilles », rendent obscur ce qui pourrait apparaître clair. Elles engendrent les contresens, les erreurs, des méprises et, en somme, les puissances dont profite le mal, selon Louria.
« Les kelippot ne sont rien d'autre que les produits dérivés du din (le Jugement), c'est-à-dire de la rigueur divine », observe Charles Mopsik. Toutefois, les kelippot n'agissent jamais « contre Dieu, ou en opposition avec lui, elles demeurent subordonnées à lui, et même figurent les instruments par le biais desquels Il châtie les hommes à cause de leurs iniquités. Sous leur aspect de séducteurs qui entraînent leurs victimes à fauter, elles sont les agents d'épreuves auxquelles Dieu soumet les hommes».

### La quatrième phase de la création: le monde de la fabrication
Étape charnière de la création du monde, la « brisure des vases » exige une réparation, un tikkoun, que les hommes doivent opérer afin d’extraire des « coquilles » les étincelles qui permettent de restaurer les vases brisés. Cette réparation est d’abord un processus interne aux mondes divins, une sorte d’auto-organisation du chaos (tohu) qui résulte de la brisure. Cette réparation première donne naissance à des parzufim, à des « visages ».
Les trois sefirot les plus élevées, toujours intactes, (la Couronne, la Sagesse, l’Intelligence), prennent chacune l’aspect d’un visage différent. Ces visages offrent aux hommes un moyen de réindividuation et de redifférenciation qui va leur permettre de réparer la brisure entre la Miséricorde (le pôle masculin) et le Jugement (le pôle féminin). Ces visages servent « d’archétypes suprêmes à cet accouplement (ziwwug) procréateur », remarque Scholem. « Dans son aspect métaphorique, il est la racine commune de toute union intellectuelle et érotique ».
Le tikkoun s’opère par un travail sur la matière, par une extraction des étincelles de la lumière divine qui est prisonnière et dispersée dans les réalités naturelles. Louria porte son attention sur la nourriture et sur les pratiques religieuses. Mais, plus généralement, « tout objet, tout lieu dans l’espace, est porteur d’étincelles lumineuses qui attendent depuis le commencement des temps une libération » remarque Mopsik. « Isaac Louria distinguait partout dans la nature, dans les sources d’eaux vives, les arbres, les oiseaux, des âmes de justes et des étincelles de lumière aspirant à la délivrance, il entendait leur appel et tout son enseignement visait à exposer les moyens de contribuer à l’œuvre rédemptrice universelle».
La libération que prône Isaac Louria n’est en rien politique ou nationale, mais concerne toutes les créatures, selon Mopsik. « La libération est loin d’être une tâche d’intellectuels ou d’experts dans les pratiques mystiques. Elle doit être l’œuvre de tous pour advenir, même si la doctrine qui la décrit exige pour être comprise des études approfondies».

### Kabbalah et Hassidout
« Nos sages ont parlé de la même manière à propos des enfants d'Israël (Méguillah 16a), qu'ils sont comme les étoiles du ciel, capables de s'élever vers les hauteurs, et comme les sables de la terre, descendant vers de grandes profondeurs. En effet, la Sagesse Divine a décrété la véritable essence de l’homme comme noble et exaltée, mais Il l’a d’abord abaissée, afin que le mal puisse la dominer. Quand l’homme s’abaisse, il est la plus basse de toutes les créatures. Mais lorsqu'il atteint la perfection et la plénitude, il retourne à son état préliminaire et véritable et s'élève au-dessus de tout, s'élevant à un niveau qu'aucune autre créature ne peut atteindre. Le but ultime du cycle de ce monde est la révélation de l'Unité Suprême, afin que le mal lui-même témoigne de l'unité de Dieu dans sa transformation en bien, comme il est écrit dans Isaïe 12 :1 : « Je te remercierai, ô Seigneur (...) Ta colère s'est estompée», comme je l'ai déjà expliqué. Rien ne se fait donc que par cet abaissement de l’homme. Car le mal acquiert de l'influence sur l'homme par lui et, lorsqu'il se perfectionne et s'élève, le mal se transforme en bien, car c'est le mauvais penchant qui lui donne ce mérite. On comprend alors que c'est son défaut qui lui donne la possibilité d'atteindre la perfection, car, s'il était toujours dans un état sublime et insensible au mal, il ne pourrait pas transformer le mal en bien, qui est la plus grande perfection de toute la Création »

— Moché Haïm Luzzatto
La hassidout explique “qu'à chaque chute... une plus grande ascension”, comme le Livre des Proverbes pour indiquer que la souffrance subie est nécessaire aussi à l'homme en tant que tel pour se repentir dans un monde qui, sans la présence divine, retournerait justement au néant; Dieu pourrait effacer le Monde en un instant mais le travail méritoire de ses créatures grâce à celui de l'homme qui s'élève permet à la providence divine de ne pas se détacher ou se retirer de la Création.
Tant dans la Kabbalah que dans le Hassidout, le Tikkoun Olam ne concerne pas seulement un monde renouvelé mais aussi une amélioration individuelle à travers la Techouva ou précisément avec l'augmentation de la spiritualité en termes de paix, de bonté et de justice.

## Influences
La concept lourianique de tikkoun a eu une influence considérable, d’abord sur les kabbalistes qui ont succédé à Louria (Christian Knorr von Rosenroth, Moshe Chaim Luzzatto, Nahman de Bratslav, etc.), mais également sur des talmudistes comme le Gaon de Vilna et son disciple Haim de Volozhin, au XVIIIe siècle, mais aussi sur des philosophes des XXe et XXIe siècles.
Emmanuel Levinas ne cite guère Isaac Louria, mais la pensée lourianique occupe une place importante dans sa philosophie : « L’Infini se produit en renonçant à l’envahissement d’une totalité dans une contraction laissant une place à l’être séparé. Ainsi, se dessinent des relations qui se frayent une voie en dehors de l’être. Un infini qui ne se ferme pas circulairement sur lui-même, mais qui se retire de l’étendue ontologique pour laisser une place à un être séparé, existe divinement». Le « visage », tel que l’a conçu Louria, imprègne profondément l’œuvre de Levinas.
Bernard-Henri Lévy donne au concept de tikkoun et à l’œuvre de Louria une audience remarquable : « Non plus sauver le monde. Encore moins le recommencer. Mais juste le réparer, à la façon dont on répare les vases brisés. Il est très beau, ce mot de réparation. Il est modeste. Il est sage. Mais il est aussi vertigineux. C’était celui d’Isaac Louria, bien sûr », écrit Lévy. « Il ne dit plus, ce concept de réparation, la nostalgie d’un corps plein ou d’une pureté perdue, il ne rêve plus d’un vase d’avant la brisure ou d’un vase dont on hallucinerait qu’il n’a jamais été brisé. Il ne véhicule rien qui ressemble à de l’eschatologie ou de la théodicée. Il nous parle du présent. Du présent seulement. De ce présent dont un autre grand Juif [ Marcel Proust ] a dit qu’il est juste un instant que l’on a su et pu sauver. Et dont il aurait pu dire qu’il est la seule réponse à la mauvaise prophétie de Nietzsche sur le bel avenir du Mal».
Tikkun (en) est titre d’un magazine bimensuel, crée depuis 1986 par le rabbin Michael Lerner aux États-Unis, un magazine politique et culturel d’une audience assez importante, qui se propose de refléter le point de vue juif progressiste.
Tiqqun est également le titre d’une revue française publiée anonymement, dans les années 2000, par un groupe de militants révolutionnaires dans la mouvance intellectuelle de Gilles Deleuze et de Giorgio Agamben, très éloignés, sinon à l’opposé, des positions de Bernard-Henri Lévy ou du magazine Tikkun de la gauche juive américaine, avec seulement en commun l’idée de justice sociale, « l’accouplement entre la Miséricorde et le Jugement », fondamentale chez Louria.
Tikoun est également le titre d'un roman de l'écrivain Arnold Mandel.

### Textes
- Joseph Ibn Tabul, Derush Hefzi-Bah, publié dans Simhat Cohen de Massud ha-Kohen al-Haddad, Jérusalem, 1921, réédité par Weinstock, Jérusalem, 1981.
- Hayyim Vital, Etz Haim (L'Arbre de Vie), édité par Isaac Satanow, Korsec, 1782 ; réédité à Varsovie en 1890 et à Tel-Aviv en 1960.
- Naphtali Bacharach, Emek ha-Melekh (La Vallée des rois), une version de la théorie lourianique par un rabbin allemand du XVIIe siècle, proche de la version d'Ibn Tabul, éditée à Amsterdam en 1648 ; rééditée par Yerid ha-Sefarim, Jérusalem, 2003.
- Christian Knorr von Rosenroth, Kabbala denudata, ouvrage monumental qui contient une traduction latine partielle du Etz Haim de Hayyim Vital, ainsi qu'une traduction complète du Emek ha-Melekh de Naphtali Bacharach, parmi bien d'autres traductions latines de textes de la Kabbale, avec des commentaires de l'auteur, éditée à Sulzbach à 1677, pour le premier volume, et à Francfort en 1684 pour le second. Ce fut le principal véhicule de la théorie lourianique dans le monde chrétien. C'est l'ouvrage que connaissaient Leibniz ou Newton.

### Études
- Gershom Scholem, Les grands courants de la mystique juive, Payot, Paris, 1954.
- Gershom Scholem, La kabbale, trad. de l'anglais., Gallimard, coll. "Folio essais", Paris, 1974.
- (en) Aryeh Kaplan. Inner Space: Introduction to Kabbalah, Meditation and Prophecy Moznaim Publishing Corp. 1990.
- Charles Mopsik, Aspects de la Cabale à Safed après l’Expulsion, dans Inquisition et pérennité (ouvrage collectif) sous la direction de David Banon, Le Cerf, 1992.
- Gershom Scholem, La Kabbale. Une introduction, origines, thèmes et biographies, Le Cerf, Paris, 1998
- (en) Eliahu Klein, Kabbalah of Creation : Isaac Luria's Earlier Mysticism, Jason Aronson Publishers, Northvale, New York, 1999.
- Charles Mopsik, Cabale et Cabalistes, Albin Michel, Paris, 2003.
- Mordékhai Chriqui, Tikoun olam : la réparation du monde, Auteurs du Monde, 2016[11]: